# 南岳寺
南岳寺（なんがくじ）は、山形県鶴岡市内にある真言宗智山派の寺院。鉄龍海上人の即身仏（ミイラ仏）があることで有名。鶴岡駅から南岳寺前下車徒歩5分。

## 鉄龍海上人
鉄龍海（てつりゅうかい、1820年（文政3年） - 1881年（明治14年）10月28日）は、日本の僧、即身仏。

### 略歴
- 1820年（文政3年） - 出羽国仙北郡堀見内村（現・大仙市）進藤某の子として生まれる。
- 1836年（天保7年） - この頃、喧嘩で友人を殺してしまう。
- 各地を放浪し鶴岡に辿り着き、自殺しようとしている所を、出羽国東田川郡鶴岡（現・鶴岡市）の南岳寺住職・天竜海に救われる。
- 天竜海の門弟となる。
- 陸奥国岩手郡（現・盛岡市）の連正寺に預けられる。
- 1848年（嘉永元年） - 連正寺が火災にあったため、再建のために尽力する。
- 同寺院の再建の目処が立たないため南岳寺に戻る。
- 1859年（安政6年） - この頃より木食行を始めたと言われる。
- 信者らの協力で寺院再建の資金が集まり連正寺を再建する。
- 天竜海の後を継いで南岳寺の住職となる。
- 天竜海の師の鉄門海が開いた加茂坂峠を、地雷花（ダイナマイト）を使って改修工事を行う。
- 1871年（明治4年） - 同改修工事が完成する。
- 1881年（明治14年）10月28日 - 病没。ただし、1878年（明治11年）説もある。
- ミイラは鉄龍海上人の埋葬後、土中入定により脳・内臓を摘出して石灰をつめて作られた。1868年（明治元年）に出された墳墓発掘禁止令により墓地の発掘が禁じられたため、鉄龍海上人の没年は1868年と偽られ、さらに時効となる大正年間までミイラの存在は秘密とされていた。

## 鶴岡市内の他の即身仏
注連寺鉄門海上人の即身仏を安置
大日坊真如海上人の即身仏を安置